# Fondouk El Attarine
Le fondouk El Attarine (arabe : فندق العطارين) est un fondouk de la médina de Tunis, situé dans le souk El Attarine et qui a servi d’entrepôt et de lieu d’habitation pour les parfumeurs ou les clients venus de loin.

## Histoire
Il est construit sous le règne des Hafsides.

## Évolution
De nos jours, il est devenu un restaurant.